# Санчес, Эдер
Эраклио Эдер Санчес Теран (исп. Heraclio Eder Sánchez Terán) — мексиканский легкоатлет, который специализируется в спортивной ходьбе.
Занял 4-е место на мировом первенстве 2007 года. Участник Олимпийских игр 2008 года на дистанции 20 км — 15-е место. Бронзовый призёр чемпионата мира 2009 года в заходе на 20 километров. Выиграл золотую медаль на играх Центральной Америки и Карибского бассейна.